# Stenfrukt
Stenfrukter är frukter som i varje fruktkropp har en så kallad sten, som är ett frö med ett yttre hårt skal. Några exempel på stenfrukter, som är äkta frukter inom undergruppen saftiga frukter är:
- frukterna hos alla arter i släktet Prunus, till exempel körsbär, mandel, persika, nektarin, plommon[1] och slån
- cashew
- kaffe
- kokosnöt
- mango[1]
- oliv[1]
- pekannöt
- pistaschnöt
- valnöt

Även delfrukterna hos de sammansatta frukterna björnbär, hallon, hjortron och åkerbär är små stenfrukter. De bildas av blommor som har separata pistiller och sitter ihop i så kallade fruktförband.